# フリック・ストーリー
『フリック・ストーリー』は、1975年に公開されたフランスの犯罪スリラー映画。探偵や刑事として活動した作家ロジェ・ボルニッシュの自伝に基づき、凶悪犯と刑事の戦いを描く。出演はアラン・ドロン、クローディーヌ・オージェなど。
初公開時のフランスでは、1,970,875人の観客動員を記録した。

## キャスト
| 役名                   | 俳優                           | 日本語吹替 |
| 役名                   | 俳優                           | テレビ朝日版 |
| ---------------------- | ------------------------------ | --- |
| ボルニッシュ           | アラン・ドロン                 | 野沢那智 |
| エミール・ビュイッソン | ジャン＝ルイ・トランティニャン | 西沢利明 |
| キャサリーン           | クローディーヌ・オージェ       | 吉田理保子 |
| 部長                   | マルコ・ベラン                 | 大木民夫 |
| ダロス                 | ドニ・マニュエル               | 仲村秀生 |
| 不明 その他            |                                | 坂口芳貞 細井重之 増岡弘 飯塚昭三 大橋芳枝 嶋俊介 加藤精三 安田隆 加藤修 仲木隆司 峰あつ子 緒方賢一 益海愛子 広瀬正志 |
|                        |                                | |
| 演出                   | 演出                           | 山田悦司 |
| 翻訳                   | 翻訳                           | 入江敦子 |
| 効果                   | 効果                           | 大野義信 |
| 調整                   | 調整                           | 山田太平 |
| 制作                   | 制作                           | ニュージャパンフィルム                                                                                                |
| 解説                   | 解説                           | 淀川長治 |
| 初回放送               | 初回放送                       | 1979年6月3日 『日曜洋画劇場』                                                                                         |

※日本語吹替はBDに収録

## スタッフ
- 監督：ジャック・ドレー
- 製作：アラン・ドロン、レイモン・ダノン
- 原作：ロジェ・ボルニッシュ
- 脚本：アルフォンス・ブーダール、ジャック・ドレー
- 撮影：ジャン＝ジャック・タルベ
- 音楽：クロード・ボラン